# 朴殷植
朴 殷植（パク・ウンシク、1859年9月30日 - 1925年11月1日）は、朝鮮の歴史家、作家、民族主義運動家、政治家。大韓民国臨時政府の第2代大統領（1925年3月 - 7月）を務めた。ペンネームは「太白狂奴」。号は聖七、謙谷、白岩。本貫は密陽朴氏。黄海道黄州出身。

## 生涯
儒学を修め、丁若鏞に心酔した。1898年には「皇城新聞（旧大韓皇城新聞）」の創刊に参加し主筆となった。1900年には経学院、漢城師範学校の教師となった。1905年に第二次日韓協約により大韓帝国が日本の保護国となると、「大韓毎日申報」主筆、1906年西友学会評議員「西友」主筆、大韓自強会会員となり、愛国啓蒙運動を展開した。1908年には西北学会の結成に参加し「西北学会月報」の主筆となった。1911年には西間島の桓仁県に亡命し、のちに上海に渡った。1912年には啓蒙団体である同済社を組織し、中国の知識人と交流した。
1919年には大韓民国臨時政府の樹立に参加し、機関紙『独立新聞』の社長となる。1924年11月、同臨時政府の国務総理兼大統領代理、1925年3月には第2代大統領となるが、同年7月に病死した。

## 主な著書
- 『東明聖王実記』
- 『大東古代史論』
- 『明臨答夫伝』 - 暴虐の次大王を廃して新大王を擁立し高句麗の宰相となったという伝記（三國史記卷第四十五）。
- 『蓋蘇文伝』
- 『夢拜金太祖』
- 『渤海太祖建国誌』
- 『安重根義士伝』
- 『韓國痛史』（1915） - 全編3部114枚、1864年の光武皇帝即位から1910年日韓併合まで。
- 『韓国独立運動之血史』（1919-1920） - 全編中国語

以上をまとめた全集として「白巌朴殷植全集 全6巻」（編纂委員会編刊）がある。

## 評価
作品は、朴の漢文の素養と宋明理学への深い造詣を下地とした、高い文章表現力によって支えられていると韓国では評価され、韓国歴史学で多く参照、引用される。
主著『韓國痛史』では、朝鮮が植民地されるまでの歴史を民族主義史観により描いた、朝鮮人による最初の歴史書と評価されている。『韓国独立運動之血史』もまた、民族主義的性格の強い著作で、朝鮮人の民族意識鼓舞の目的で1919年から1920年にかけて、亡命先の上海において、『独立新聞』の編集者李光洙が収集した文献や歴史的史料、各種の証言、新聞資料等の資料から作成したものである。
朴は、朝鮮半島に存在した漢四郡は、実は朝鮮半島の外にあり、遼東半島に位置していたという、申采浩、金教献、李相龍と共通の多くの民族主義的主張を行った。
朴は、女真の歴史は中国の歴史ではなく、朝鮮の歴史であると主張しており、金は朝鮮民族の国家であるとして、金を朝鮮の歴史に編入した。